# Абаев, Салат Михайлович
Салат Михайлович Аба́ев (1913—1989) — советский геолог, открывший 29 золоторудных месторождений на Чукотке.

## Биография
Родился 23 августа (5 сентября) 1913 года в селе Цей (ныне Алагирский район, Северная Осетия — Алания), Осетин. До 1927 года был чабаном. В 1927—1930 годах работал в колхозе и учился в семилетней школе.
В 1930—1932 годах работал забойщиком шахты «Кочегарка» на Донбассе в городе Горловка.
В 1933 году был помощником директора Буронских рудников в Северной Осетии. В 1933—1941 годах учился на геологическом факультете Харьковского государственного университета. Переехал в Сибирь. В 1941—1961 годах работал в Нижнеколымском геологическом управлении Дальстроя МВД СССР (затем Министерства цветной промышленности СССР), в том числе в должности главного геолога. Переехал на Кавказ. В 1961—1969 годах работал главным геологом, а затем управляющий трестом «Севкавцветметразведка». С 1970 года: старший научный сотрудник Северо-Осетинского института гуманитарных и социальных исследований. Умер 30 мая 1989 года, похоронен во Владикавказе на Аллее Славы.

## Членство в организациях
- 1932 — член ВКП(б)

## Награды и премии
- Ленинская премия (1964) — за открытие и разведку Ороекского золотого прииска (Магаданская область)
- Почётный знак «Первооткрыватель месторождения» под № 330 (16 апреля 1970).
- Ветеран труда Крайнего Северо-Востока СССР

## Память
Имя Абаева присвоено одной из улиц Билибино Чукотского АО.